# Яніс Даліньш
Яніс Даліньш (латис. Jānis Dāliņš, 5 листопада 1904, Вольмар, Ліфляндська губернія, Російська імперія (нині Валміера, Латвія) — 11 червня 1978, Мельбурн, Австралія) — латвійський спортсмен-легкоатлет, що спеціалізувався у спортивній ходьбі, чемпіон Європи, срібний призер Олімпіади перший спортсмен, що приніс олімпійську нагороду Олімпійських ігор незалежній Латвії.

## Біографія
Дебютував Яніс Даліньш досить пізно, у віці 22 років. На подив усіх, 27 травня 1927 року він виграв свої перші змагання з ходьби на дистанції 5 км у тогочасного володаря рекорду Латвії. Лише кілька місяців по тому Даліньш встановив свій перший рекорд Латвії на дистанції 5 км. У 1929 році він взяв участь у своїх перших міжнародних змаганнях в Берліні. Коли 16 червня 1932 року в Ризі на міжнародних змаганнях Даліньш встановив свій перший світовий рекорд з ходьби на дистанції 25 миль (3:32:26), глядачі піднялися на ноги і проспівали гімн Латвії. Завдяки його міжнародному успіху, спортивна ходьба стала дуже популярною в Латвії. У Ризі число уболівальників змагань досягло рекордного числа — 16 000, у Валміері — 8 000. Змагання з ходьби відвідували Президент Латвії, чиновники, генерали, промисловці, банкіри та інші, бо це вважалося хорошим тоном.
На літніх Олімпійських іграх 1932 року в Лос-Анджелесі, він був одним з двох учасників що представляли Латвію на спортивних змаганнях, ще троє представляли країну на мистецьких змаганнях. На цій Олімпіаді Даліньш в сильну спеку вперше в житті змагався на дистанції 50 км і став першим латвійським спортсменом, що завоював олімпійську медаль для своєї країни. З часом 4-57:20 він здобув срібну нагороду, поступившись лише Томмі Гріну з Великої Британії.
1 червня 1933 року в Ризі Даліньш в змаганнях з ходьби встановив чотири світові рекорди: на 20 км (1:34:26,6), на 15 миль (1:56:09,8), на 25 км (2:00:45,9), і на 2 години (24 843 м).
Його другий великий успіх прийшов у 1934 році на першому Чемпіонаті Європи з легкої атлетики в Турині, де він виграв титул з великим відривом від інших учасників.
У 1936 році він був фаворитом на Берлінській Олімпіаді у змаганнях з ходьби на 50 км, і очолював гонку до 32 км, але змушений був зійти з дистанції на 36 км через судоми в нозі.
Після цього Даліньш повернувся до роботи на своїй фермі. Не один раз він відмовлявся від стартів за кордоном через те, що на нього чекала термінова сільська робота. Він планував взяти участь в Гельсінкській Олімпіаді 1940 року, яка була скасована у 1939 році через Другу світову війну.
У 1942 році він виграв свій останній титул чемпіона Латвії вже під час німецької окупації. А в 1944 році разом з родиною біжить від радянських окупантів до Західної Німеччини, де в 1947 році виграє свою останню гонку в Нюрнберзі. У 1949 році він перебирається до Австралії, де працював теслею спочатку в сільському містечку Беналла, а потім в Мельбурні.
Помер Яніс Даліньш 11 червня 1978 року, коли повертався після 600 км поїздки на риболовлю. Похований спочатку на Мельбурнському кладовищі, а 21 червня 1997 року був перепохований на Валміерському міському кладовищі.

## Нагороди та вшанування пам'яті
У 1940 році Президент Латвії нагородив його Орденом Трьох зірок.
У багатьох міжнародних змаганнях Даліньш отримував нагороди за найкращий стиль спортивної ходьби. У його будинку у Валміері була спеціальна кімната із завойованими лавровими вінками, золотими, срібними, кришталевими та іншими нагородами, але найціннішою — за словами самого Даліньша — була нагорода Президента Карліса Улманіса. У 1944 році, тікаючи з країни, Даліньш закопав всі свої найцінніші призи та нагороди біля будинку, де вони були знайдені тільки в 1993 році.
Під час заслання Даліньш сказав: «Головну боротьбу у своєму житті я все ж програв; це була найсвятіша боротьба — за Латвію».
Ще до відновлення незалежності Латвії в 1991 році, стадіон в його рідному місті Валміера, а також вулиця, що проходить уздовж стадіону, були названі на його честь.
У 2006 році увійшов до списку 100 великих латвійців.